# Brasil vs. Italia (Copa Mundial de Fútbol de 1982)
El 5 de julio de 1982 tuvo lugar un partido disputado entre las selecciones de fútbol de Brasil e Italia, correspondiente a la segunda ronda de la Copa Mundial de Fútbol de 1982 realizada en España. El partido se disputó en el Estadio de Sarriá de Barcelona. Italia ganó el partido 3-2, con el italiano Paolo Rossi anotando un triplete. El resultado eliminó a Brasil del torneo, mientras que Italia terminaría ganándolo. El partido ha sido descrito como uno de los mejores partidos de fútbol de todos los tiempos.

## Antecedentes
Brasil había ganado sus 4 partidos anteriores y fueron los favoritos antes del torneo. Fueron alabados por su estilo de ataque. Italia había salido de una impresionante victoria por 2-1 sobre la Argentina de Diego Maradona. En la primera ronda, sin embargo, Italia empató los tres partidos y se clasificó para la segunda ronda por diferencia de goles. El delantero italiano Rossi no había conseguido anotar hasta ese punto y había un debate considerable sobre si debía estar en el equipo. Rossi venía de purgar 2 años de sanción debido a un escándalo de partidos amañados, que concluyó apenas dos meses antes del inicio del torneo. Italia se vio obligada a jugar por una victoria para llegar a la semifinal, debido a una peor diferencia de goles.
El partido comenzó a las 12h15, hora de Buenos Aires. El día anterior, Zico era duda y se sometió a una prueba de fuerza poco antes del partido para confirmar su alineación. Si Zico no podía saltar al campo, Telê Santana pretendía utilizar a Paulo Isidoro o Renato. Gilberto Tim, preparador físico del equipo, garantizó que el equipo estaba físicamente sano. Telê Santana creía que Italia jugaría a la defensiva, marcando hombre a hombre: "Estamos preparados para afrontar cualquier sistema defensivo". Falcão, que ya era una leyenda en el Roma, advirtió de los peligros del equipo italiano: "Collovati suele adelantarse para cabecear los saques de esquina". Bruno Conti [compañero de club de Falcao] es, en mi opinión, el jugador más creativo del equipo y Gentile es un buen marcador, y está claro que Italia jugará a marcar. Llevan mucho tiempo practicando este tipo de juego, y Bearzot entiende que su equipo tiene que jugar así para tener éxito, saliendo siempre al contragolpe. Estamos preparados para enfrentarnos a ellos y creo que superaremos cualquier tipo de obstáculo que se nos presente".
Italia había jugado un fútbol excelente en la Copa Mundial de la FIFA 1978, con varios jugadores jóvenes y técnicos. En 1982, sin embargo, Italia estaba en crisis con los aficionados y la prensa. El seleccionador Enzo Bearzot fue criticado por no convocar para el Mundial a Evaristo Beccalossi, del Inter, y a Roberto Pruzzo, de la Roma, máximo goleador de los dos últimos campeonatos italianos, y preferir a Paolo Rossi, que salía de una suspensión de dos años por su implicación en el escándalo del Totonero 1980. Durante el Mundial, Italia jugó un fútbol pobre en la primera fase, con tres empates, 0-0 con Polonia, y 1-1 con Perú y Camerún. El equipo se clasificó sólo por el número de goles marcados, venciendo a Camerún (que había empatado sus otros dos partidos 0-0 y, por tanto, tenía un gol menos), lo que aumentó las críticas a los jugadores y al entrenador. Al mismo tiempo, el elevado premio que recibirían los jugadores por ganar la competición en un momento en que Italia atravesaba una crisis económica caldeó los ánimos. En respuesta, los jugadores y el cuerpo técnico dejaron de hablar con la prensa, en un caso conocido como "silenzio stampa".
Según el periodista Jorge Kajuru, en la mañana del partido, Telê Santana, Falcão, Sócrates y Zico estaban indignados porque Éder había negociado con una "fuerte empresa brasileña" para que, cuando marcara, lo celebrara delante de la pizarra. "Eso fue una bastardía, porque él no marcó el gol por su cuenta. Recibía el pase, fue un equipo, en plural, no en singular".

## Partido
El partido puso el ataque de Brasil contra la defensa de Italia, con la mayoría del partido jugado alrededor de la zona italiana, con los mediocampistas italianos y los defensores rechazando los remates de los brasileños tales como Zico, Sócrates y Falcão. El centrocampista italiano Claudio Gentile fue asignado para marcar al delantero brasileño Zico, ganando una tarjeta amarilla y una suspensión para la semifinal. Paolo Rossi abrió el marcador cuando conectó con golpe de cabeza un centro de Antonio Cabrini con sólo cinco minutos de juego. Sócrates igualó para Brasil siete minutos más tarde. En el minuto 25 Rossi interceptó un pase de Toninho Cerezo anotando el 2-1 para los azzurri. Los brasileños lanzaron todo en busca del empate, mientras que Italia defendió con valentía.
Para comienzos del segundo tiempo, Brasil siguió dominando mientras los italianos se mantenían al acecho, con la esperanza de intentar anotar mediante el contragolpe. Falcão dispuso de una magnífica ocasión para haber empatado a los dos minutos de la reanudación, pero su tiro fue desviado. A continuación, Bruno Conti para Italia, y Zico y Serginho para Brasil, fallaron en anotar. Quizá la más clara fue la de Serginho, que no supo picar el balón por encima de un adelantado Zoff. Al minuto 68, Falcão recogió un pase de Junior y como la carrera simulada de Cerezo distrajo a tres defensores, anotó desde el borde del área. Hasta ese punto, Brasil hubiera avanzado por diferencia de goles, pero en el minuto 74, un mal despeje de un tiro de esquina italiano hizo que Paolo Rossi anotara el 3-2. En el minuto 86 Giancarlo Antognoni anotó un cuarto gol para Italia, pero fue anulado por fuera de juego. En los últimos momentos del encuentro Dino Zoff hizo una milagrosa atajada negándole a Oscar un gol, asegurando que Italia avanzara a la semifinal.

### Detalles del partido
| 5 de julio de 1982, 17:15 | Italia             | 3:2 (2:1) | Brasil                    | Estadio de Sarriá, Barcelona                              |                                                           |
|                           | Rossi 5', 25', 74' | Reporte   | Sócrates 12' · Falcão 68' | Asistencia: 44 000 espectadores Árbitro(s): Abraham Klein | Asistencia: 44 000 espectadores Árbitro(s): Abraham Klein |

|  |  |

| BRASIL         |    |                                   |  |     |
|                |    |                                   |  |     |
| GK             | 1  | Waldir Peres (São Paulo)          |  |     |
| DF             | 2  | Leandro (Flamengo)                |  |     |
| DF             | 3  | Oscar (São Paulo)                 |  |     |
| DF             | 4  | Luizinho (Atlético Mineiro)       |  |     |
| DF             | 5  | Toninho Cerezo (Atlético Mineiro) |  |     |
| DF             | 6  | Júnior (Flamengo)                 |  |     |
| MF             | 8  | Sócrates (c) (Corinthians)        |  |     |
| MF             | 10 | Zico (Flamengo)                   |  |     |
| MF             | 11 | Éder (Atlético Mineiro)           |  |     |
| MF             | 15 | Falcão (Roma)                     |  |     |
| CF             | 9  | Serginho (São Paulo)              |  | 69' |
| Sustituciones: |    |                                   |  |     |
| GK             | 12 | Paulo Sérgio (Botafogo)           |  |     |
| DF             | 13 | Edevaldo (Internacional)          |  |     |
| DF             | 14 | Juninho (Ponte Preta)             |  |     |
| MF             | 7  | Paulo Isidoro (Grêmio)            |  | 69' |
| FW             | 19 | Renato (São Paulo)                |  |     |
| Entrenador:    |    |                                   |  |     |
| Telê Santana   |    |                                   |  |     |

| ITALIA         |    |                                       |     |     |
|                |    |                                       |     |     |
| GK             | 1  | Dino Zoff (c) (Juventus)              |     |     |
| DF             | 4  | Antonio Cabrini (Juventus)            |     |     |
| DF             | 5  | Fulvio Collovati (Milan)              |     | 34' |
| DF             | 6  | Claudio Gentile (Juventus)            | 13' |     |
| DF             | 7  | Gaetano Scirea (Juventus)             |     |     |
| MF             | 9  | Giancarlo Antognoni (Fiorentina)      |     |     |
| MF             | 13 | Gabriele Oriali (Internazionale)      | 78' |     |
| MF             | 14 | Marco Tardelli (Juventus)             |     | 75' |
| MF             | 16 | Bruno Conti (Roma)                    |     |     |
| CF             | 19 | Francesco Graziani (Fiorentina)       |     |     |
| CF             | 20 | Paolo Rossi (Juventus)                |     |     |
| Sustituciones: |    |                                       |     |     |
| GK             | 12 | Ivano Bordon (Internazionale)         |     |     |
| DF             | 3  | Giuseppe Bergomi (Internazionale)     |     | 34' |
| MF             | 11 | Giampiero Marini (Internazionale)     |     | 75' |
| MF             | 15 | Franco Causio (Udinese)               |     |     |
| FW             | 18 | Alessandro Altobelli (Internazionale) |     |     |
| Entrenador:    |    |                                       |     |     |
| Enzo Bearzot   |    |                                       |     |     |

| Árbitros asistentes: Chan Tam Sun (Hong Kong) Bogdan Dotchev (Bulgaria) | Posiciones - GK = Portero - DF = Defensa - MF = Mediocampista - CF = Delantero |

## Después del partido
El resultado fue visto por muchos como no sólo una derrota para Brasil, sino una derrota de su filosofía de ataque por los italianos menos talentosos pero más organizados. Desde entonces, la prensa brasileña etiquetó este partido como "Tragedia del estadio Sarrià" (en portugués: A tragédia do Sarrià).
Italia venció a Polonia en semifinales y avanzó a la final, donde venció a Alemania Occidental, logrando así su tercer título mundial.